# Qango
Qango war eine Progressive-Rock-/AOR-Band, die aus einem gescheiterten Wiedervereinigungsversuch der Band Asia entstand und bei der die Asia-Musiker John Wetton, Carl Palmer und John Young spielten.

## Geschichte

### Bandgründung
Der erneute Kontakt zwischen dem Asia-Musiker Geoff Downes (Keyboard) und dem ehemaligen Asia-Sänger John Wetton im Juli 1998 und die Auflösung von Emerson, Lake & Palmer im Dezember desselben Jahres ließ für kurze Zeit eine Wiedervereinigung der vier Asia-Gründer Downes, Wetton, Carl Palmer (Schlagzeug) und Steve Howe (Gitarre) möglich erscheinen. Allerdings blieb Steve Howe weiterhin festes Yes-Mitglied und war nicht willens, sich Asia anzuschließen, so dass man sich als Ersatz an Dave Kilminster wandte. Doch Wettons Alkoholproblem und die Tatsache, dass Downes als Einziger für die Beteiligung seines Asia-Kollegen John Payne eintrat sowie die Weigerung Paynes, seine Rechte an dem Namen Asia an die drei anderen Musiker abzutreten, führten dazu, dass Downes einen Rückzieher machte, weil ihm das Risiko, die Zusammenarbeit mit Payne (und damit die Band Asia) wegen einiger weniger Reunion-Konzerte aufs Spiel zu setzen, zu groß war.
Palmer und Wetton beschlossen daraufhin, mit Kilminster zusammen eine eigene Band zu gründen. Sie engagierten als viertes Mitglied zunächst den Keyboarder Keiran Twist, der dann aber durch das ehemalige Asia-Mitglied John Young ersetzt wurde, und nannten die neue Band Qango.
Als Manager engagierte man Stewart Young von der Firma Part Rock.

### Tournee
Erste Konzerte der Band waren bereits für den November 1999 geplant, doch Wetton brach sich das Handgelenk, und die Tournee musste auf Frühjahr 2000 verschoben werden.
Qango spielte eine Reihe von Konzerten in England, von Februar bis Mai 2000. Die Band spielte dabei eine Mischung aus Asia- (Time Again, Sole Survivor, Heat of the Moment, The Smile Has Left Your Eyes, Only Time Will Tell, Don’t Cry) und ELP-Stücken (Bitches Crystal, Hoedown, Fanfare for the Common Man), die mit Coverversionen (darunter Bob Dylans All Along the Watchtower), Eigenkompositionen (The Last One Home von Wetton/Young, aus der Zeit, in der Young Mitglied bei Asia gewesen war, Battlelines von Wetton) und diversen Soli kombiniert wurden. Mit Walking on Air wurde ein bislang unveröffentlichtes Asia-Stück erstmals live präsentiert.
Bei einem Konzert am 4. Februar 2000 spielte Keith Emerson, ehemaliger Keyboarder von Emerson, Lake & Palmer, zusammen mit der Band das Stück Fanfare for the Common Man.

### AlbumLive in the Hood
Noch im Jahr 2000 erschien auf ELPs Manticore-Label das Album Live in the Hood, das anlässlich von Konzerten im The Robin Hood in Birmingham (3. Februar 2000) und im The Brook in Southampton (7. Februar) entstanden war. Das Album wurde von Paul Kennedy in den Liscombe Park Studios in Soulbury gemischt.
Auch ein Studioalbum war geplant, doch als sich die Band noch im Jahr 2000 auflöste, hatten noch keine Aufnahmen stattgefunden.

### Auflösung
Weitere Konzerte in Europa, den USA (in Hallen der Kette House of Blues) und Japan waren geplant, fielen jedoch aufgrund mangelnder Nachfrage aus. Daraufhin löste sich die Band im Sommer 2000 auf.
Carl Palmer gründete nach der Auflösung von Qango seine eigene Band, während John Wetton seine Solokarriere weiterverfolgte. Dave Kilminster schloss sich von 2003 bis 2005 der Keith-Emerson-Band an, John Young wechselte zu Greenslade und gibt Konzerte als Solist oder mit seiner John Young Band.